# 26 сентября
26 сентября — 269-й день года (270-й в високосные годы) по григорианскому календарю.
До конца года остаётся 96 дней.
До 15 октября 1582 года — 26 сентября по юлианскому календарю, с 15 октября 1582 года — 26 сентября по григорианскому календарю.
В XX и XXI веках соответствует 13 сентября по юлианскому календарю.

## Праздники и памятные дни
См. также: Категория:Праздники 26 сентября

### Международные
- Всемирный день контрацепции.
- Европейский день языков.
- Международный день борьбы за полную ликвидацию ядерного оружия[2].

### Национальные
- Йемен — День революции Северного Йемена[3].
- Новая Зеландия — Национальный день[англ.] доминиона (1907).
- Эквадор — День национального флага[англ.].

### Религиозные
Православие
 — Память обновления (освящения) храма Воскресения Христова в Иерусалиме (Воскресение словущее) (335 год);
 — предпразднство Воздвижения Честно́го и Животворящего Креста Господня;
 — память священномученика Корнилия сотника (I век);
 — память священномучеников Стефана Костогрыза, Александра Аксёнова, пресвитеров и Николая Васюковича, диакона (1937 год);
 — память мучеников Кронида, Леонтия и Серапиона (около 237 года);
 — память мучеников Селевка и Стратоника (III век);
 — память мучеников Макровия и Гордиана (320 год);
 — память священномученика Иулиана пресвитера (IV век);
 — память мучеников Илии, Зотика, Лукиана и Валериана (320 год);
 — память преподобного Петра в Атрое (IX век);
 — память великомученицы Кетевани, царицы Кахетинской (1624 год) (Груз.).

### Именины
- Православные[источник не указан 4675 дней]: Валериан, Илья, Корнелий, Леонтий, Лукьян, Пётр, Юлиан.
- Католические[источник не указан 4675 дней]: Люция, Юстина, Дамиан, Киприан.

## События
См. также: Категория:События 26 сентября

### До XIX века
- 1580 — британский мореплаватель и пират Фрэнсис Дрейк на четырёхмачтовом флагманском галионе «Голден Хайнд» вернулся в Плимут из кругосветного путешествия (2-го по счёту после путешествия Магеллана), целями которого были поиск новых земель и подрыв морского могущества Испании.
- 1629 — между Речью Посполитой и Швецией подписано Альтмаркское перемирие, завершившее череду Польско-шведских войн.
- 1687 — во время обстрела Афин венецианской армией разрушен храм Парфенон.
- 1777 — после сражения при Брендивайне британская армия генерала Корнуоллиса вошла в Филадельфию, столицу Соединённых Штатов.
- 1789 — Томас Джефферсон получил назначение на должность первого в истории США государственного секретаря.

### XIX век
- 1815 — в Париже Австрия, Пруссия и Российская империя подписали договор о создании Священного союза, целями которого были обеспечение незыблемости решений Венского конгресса, подавление революционных и национально-освободительных движений в Европе. Чуть позже к Союзу присоединились Франция и почти все остальные европейские государства. Отказались подписать договор лишь принц-регент Великобритании, турецкий султан и папа римский. Идейным вдохновителем Союза был российский император Александр I.
- 1832 — состоялось открытие Гёта-канала, построенного шведами во избежание уплаты зундской пошлины.
- 1854 — начало обороны Севастополя в ходе Крымской войны.
- 1887 — Эмиль Берлинер подал патентную заявку на устройство, названное им граммофон.
- 1896 — основано Московское инженерное училище ведомства путей сообщения.

### XX век
- 1907 — Новая Зеландия и Ньюфаундленд стали доминионами Британской империи.
- 1908 — Безданское ограбление.
- 1920 — основан Институт инженеров Красного воздушного флота имени Н. Е. Жуковского.
- 1924 — в Москве прошли первые в СССР состязания летающих моделей, положившие начало развитию в стране авиамодельного спорта[9].
- 1934 — в Англии спущен на воду океанский лайнер «RMS Queen Mary», став первым судном водоизмещением более 75 000 тонн.
- 1939 — во Франции запрещены коммунистические организации, лидеры французской компартии арестованы.
- 1950 — Индонезия принята в ООН.
- 1959 — на Японию обрушился тайфун «Вера», полностью разрушивший двухмиллионный город Нагоя.
- 1960
  - Катастрофа Vickers Viscount под Москвой. Погиб 31 человек.
  - Самую длинную речь в истории ООН произнёс Фидель Кастро — 4 часа 29 минут.
- 1961
  - В Нью-Йорке с концертом дебютировал американский певец Боб Дилан.
  - Начал работу научно-исследовательский атомный реактор в Саласпилсе (ныне остановлен).
- 1962 — в результате военного переворота провозглашена Йеменская Арабская Республика.
- 1968 — «Правда» обнародовала так называемую «доктрину Брежнева» об «ограниченном суверенитете» социалистических стран.
- 1969
  - В Англии вышел последний студийный альбом The Beatles Abbey Road.
  - Трагедия в Вилоко: самолёт Douglas DC-6B авиакомпании Lloyd Aéreo Boliviano столкнулся со склоном горы Чокетанга, погибли 74 человека, в том числе команда футбольного клуба «Стронгест».
  - Образован Байкальский государственный природный биосферный заповедник
- 1976 — таран самолётом Ан-2 дома в Новосибирске. Погибли 5 человек.
- 1977 — первый ток дала Чернобыльская АЭС — первая атомная электростанция Украины.
- 1980 — теракт на Октоберфесте, 13 погибших, более 200 пострадавших
- 1983 — подполковник Станислав Петров предотвратил потенциальную ядерную войну, когда из-за сбоя в системе предупреждения о ракетном нападении поступило ложное сообщение об атаке со стороны США.
- 1991 — катастрофа Ан-24 в Финском заливе. Погибли 10 человек.
- 1992 — катастрофа C-130 под Лагосом. Погибли 159 человек.
- 1994 — катастрофа Як-40 под Ванаварой (Красноярский край). Погибли 28 человек.
- 1995 — Украина принята в Совет Европы.
- 1996 — столкновение автобуса с локомотивом в Ростовской области.
- 1997 — катастрофа A300 под Меданом. Погибли 234 человека.
- 2000 — открылся новый веб-сайт правительства США, объединивший 20 тыс. правительственных сайтов. В нём 27 миллионов веб-страниц.

### XXI век
- 2002 — в Атлантическом океане у побережья Гамбии затонул сенегальский паром «Джула», погибли как минимум 1863 человека. Крупнейшая морская катастрофа XXI века.
- 2003 — остановлена работа Нупедии, предшественника Википедии.
- 2008 — в Монголии открыта крупнейшая статуя Чингисхана.
- 2009 — в Южной Каролине потерпел крушение медицинский вертолёт, три члена экипажа погибли[10].
- 2012 — убийство в ТРЦ «Караван» в Киеве.
- 2014 — массовое похищение в Игуале (Мексика).
- 2016 — подписание договора о прекращении огня между правительством Колумбии и повстанцами. Фактическое завершение гражданской войны в Колумбии.
- 2021
  - СДПГ во главе с Олафом Шольцем заняла первое место по итогам парламентских выборов в Германии, на 1,6 % голосов опередив ХДС/ХСС.
  - Британец Льюис Хэмилтон стал первым в истории автогонщиком, выигравшим 100 Гран-при «Формулы-1».
- 2022 — массовое убийство в ижевской школе № 88, погибли 18 человек, включая 11 детей. Нападавший совершил самоубийство.
- 2023 — пожар на свадьбе в Каракоше в Ираке, не менее 120 погибших

## Родились
См. также: Категория:Родившиеся 26 сентября

### До XIX века
- 1329 — Анна Баварская (ум. 1353), королева-консорт Германии и Богемии, супруга Карла IV.
- 1462 — Энгельберт Клевский (ум. 1506), граф Невера, Этампа и Э (с 1491).
- 1526 — Вольфганг (ум. 1569), пфальцграф Цвейбрюккена (1532—1559).
- 1637 — Себастьян Леклерк (ум.1714), французский инженер, геометр, рисовальщик.
- 1641 — Неемия Грю (ум. 1712), английский ботаник и врач, основоположник анатомии растений.
- 1698 — Уильям Кавендиш, 3-й герцог Девонширский (ум. 1755), британский аристократ и политик.
- 1750 — Катберт Коллингвуд, 1-й барон Коллингвуд (ум. 1810), британский адмирал.
- 1767 — Венцель Мюллер (ум. 1835), австрийский композитор.
- 1744 — Джонни Эпплсид (наст. имя Джонатан Чепмен; ум. 1845), американский миссионер, сельскохозяйственный активист, фольклорный персонаж.
- 1791 — Теодор Жерико (ум. 1824), французский художник-романтик.
- 1792 — Уильям Гобсон (ум. 1842), первый генерал-губернатор Новой Зеландии (1841—1842).

### XIX век
- 1805 — Дмитрий Веневитинов (ум. 1827), русский поэт романтического направления, переводчик, прозаик и философ.
- 1820 — Дмитрий Валуев (ум. 1845), русский историк, общественный деятель, идеолог славянофильства.
- 1832 — Пётр Сокальский (ум. 1887), украинский композитор и литератор.
- 1849 — Иван Павлов (ум. 1936), русский учёный-физиолог, лауреат Нобелевской премии (1904).
- 1863
  - Артур Боуэн Дэвис (ум. 1928), американский художник.
  - Сергей Ольденбург (ум. 1934), российский и советский востоковед, филолог, министр народного просвещения Временного правительства (в 1917).
- 1868 — Сергей Найдёнов (ум. 1922), русский писатель, драматург.
- 1870 — Кристиан X (ум. 1947), король Дании (1912—1947), единственный король Исландии (1918—1944).
- 1874 — Николай Семашко (ум. 1949), советский партийный и государственный деятель, нарком здравоохранения (1918—1930).
- 1877 — Альфред Корто (ум. 1962), французский пианист, музыкально-общественный деятель.
- 1878 — Феодосий Красовский (ум. 1948), русский советский астроном-геодезист.
- 1884 — Форрест Смитсон (ум. 1962), американский легкоатлет, олимпийский чемпион (1908).
- 1885 — Сергей Герасимов (ум. 1964), русский художник, академик АХ СССР, народный художник СССР.
- 1886 — Арчибальд Хилл (ум. 1977), британский физиолог, один из основоположников биофизики, лауреат Нобелевской премии по физиологии или медицине (1922).
- 1887 — Антонио Морено (ум. 1967), американский киноактёр.
- 1888 — Томас Стернз Элиот (ум. 1965), англо-американский поэт, лауреат Нобелевской премии (1948).
- 1889 — Мартин Хайдеггер (ум. 1976), немецкий философ-идеалист.
- 1891
  - Уильям Маккелл (ум. 1985), британский государственный деятель, генерал-губернатор Австралии (1947—1953).
  - Шарль Мюнш (ум. 1968), французский дирижёр и скрипач.
  - Ханс Райхенбах (ум. 1953), немецко-американский философ.
- 1894 — Глэдис Брокуэлл (погибла в 1929), американская актриса кино и театра.
- 1895
  - Оскар Дирлевангер (ум. 1945), немецкий офицер войск СС, командир 36-й дивизии СС, военный преступник.
  - Юрген Штроп (повешен в 1952), немецкий военный преступник, группенфюрер СС.
- 1897 — Павел VI (в миру Джованни Баттиста Энрико Антонио Мария Монтини; ум. 1978), 262-й папа римский (1963—1978).
- 1898 — Джордж Гершвин (урожд. Яков Гершвин; ум. 1937), американский композитор и пианист.
- 1900 — Сюзанн Бельперрон (ум. 1983), французская женщина-ювелир, дизайнер.

### XX век
- 1903 — Дмитрий Орлов (ум. 1969), актёр театра и кино, театральный режиссёр, педагог, народный артист Белорусской ССР.
- 1907 — Энтони Блант (ум. 1983), английский историк и искусствовед, агент советской разведки.
- 1914 — Акилле Компаньони (ум. 2009), итальянский альпинист и лыжник, первопокоритель второй вершины мира Чогори (К2).
- 1915 — Сергей Смирнов (ум. 1976), русский советский писатель («Брестская крепость» и др.), историк, общественный деятель.
- 1918 — Григорий Климов (ум. 2007), советско-американский писатель-перебежчик, журналист, публицист.
- 1919 — Матильде Камю (ум. 2012), испанская поэтесса.
- 1922 — Николай Романов (ум. 2014), общественный деятель, меценат российского происхождения, праправнук Николая I.
- 1923
  - Александр Алов (наст. фамилия Лапскер; ум. 1983), кинорежиссёр, сценарист, педагог, народный артист СССР.
  - Александр Межиров (ум. 2009), русский советский поэт и переводчик.
- 1927 — Энцо Беарзот (ум. 2010), итальянский футболист и тренер, главный тренер сборной Италии на победном чемпионате мира 1982 г.
- 1929 — Георгий Калатозишвили (ум. 1984), грузинский советский кинооператор, режиссёр, актёр и сценарист.
- 1930 — Фриц Вундерлих (ум. 1966), немецкий певец (лирический тенор).
- 1932
  - Владимир Войнович (ум. 2018), советский и российский писатель-прозаик, поэт, драматург.
  - Манмохан Сингх (ум. 2024, индийский государственный и политический деятель, премьер-министр Индии (2004—2014).
- 1934 — Олег Басилашвили, актёр театра и кино, народный артист СССР.
- 1935 — Виктор Чижиков (ум. 2020), советский и российский художник-иллюстратор, автор образа Олимпийского Мишки, народный художник РФ.
- 1936 — Винни Мандела (ум. 2018), южноафриканский политик, бывшая жена Нельсона Манделы.
- 1937 — Валентин Павлов (ум. 2003), премьер-министр СССР (в 1991), член ГКЧП.
- 1940 — Людмила Максакова, актриса театра, кино и дубляжа, певица, народная артистка РСФСР.
- 1945 — Брайан Ферри, британский рок-музыкант, клавишник, певец, автор песен, лидер группы Roxy Music.
- 1946 — Фёдор Богомолов, советский и американский математик.
- 1948
  - Оливия Ньютон-Джон (ум. 2022), британо-австралийская певица и актриса, обладательница 4-х «Грэмми».
  - Владимир Ремек, первый лётчик-космонавт Чехословакии.
- 1955 — Эдмунд Шклярский, советский и российский рок-музыкант, лидер и вокалист группы «Пикник».
- 1956 — Линда Хэмилтон, американская актриса (фильмы «Терминатор», «Кинг-Конг жив» и др.).
- 1957 — Клаус Аугенталер, немецкий футболист и тренер, чемпион мира (1990).
- 1959 — Илья Кормильцев (ум. 2007), российский поэт, переводчик, автор текстов песен и продюсер группы «Наутилус Помпилиус».
- 1960 — Василий Юрченко, российский государственный деятель, губернатор Новосибирской области (2010—2014).
- 1965 — Пётр Порошенко, украинский бизнесмен, политик и государственный деятель, 5-й Президент Украины (2014—2019).
- 1966
  - Джиллиан Барбери, канадская актриса, журналистка и телеведущая.
  - Натя Брункхорст, немецкая актриса кино и телевидения, кинорежиссёр, сценарист и кинопродюсер.
- 1968
  - Джеймс Кэвизел, американский киноактёр.
  - Триша О’Келли, американская актриса, сценарист и кинопродюсер.
- 1970 — Пьер Людерс, канадский бобслеист немецкого происхождения, олимпийский чемпион (1998), двукратный чемпион мира (2004, 2005).
- 1974
  - Мартин Мюйрсепп, эстонский баскетболист и тренер.
  - Гэри Холл-мл., американский пловец, 5-кратный олимпийский чемпион (1996, 2000, 2004), трёхкратный чемпион мира.
- 1976
  - Михаэль Баллак, немецкий футболист, призёр чемпионатов мира и Европы.
  - Сами Вянскя, финский бас-гитарист, бывший участник симфоник-метал-группы Nightwish.
- 1977 — Карин Мортенсен, датская гандболистка, двукратная олимпийская чемпионка (2000, 2004), чемпионка Европы (2002).
- 1979 — Крис Куниц, канадский хоккеист, трёхкратный обладатель Кубка Стэнли, олимпийский чемпион (2014).
- 1980
  - Брукс Орпик, американский хоккеист, двукратный обладатель Кубка Стэнли (2009, 2018).
  - Даниэль Седин, шведский хоккеист, олимпийский чемпион (2006), чемпион мира (2013).
  - Хенрик Седин, шведский хоккеист, олимпийский чемпион (2006), чемпион мира (2013).
- 1981 — Серена Уильямс, американская теннисистка, многократная победительница турниров Большого шлема, 4-кратная олимпийская чемпионка.
- 1983 — Рикарду Куарежма, португальский футболист, чемпион Европы (2016).
- 1984 — Мартин Йонсруд Сундбю, норвежский лыжник, двукратный олимпийский чемпион (2018), 4-кратный чемпион мира.
- 1985 — Светлана Иванова, российская актриса театра, кино и дубляжа, лауреат премии «Золотой орёл».
- 1988 — Джеймс Блейк, британский певец, композитор.
- 1989 — Юлия Ткач, украинская спортсменка, чемпионка мира (2014), 3-кратная чемпионка Европы по вольной борьбе.

## Скончались
См. также: Категория:Умершие 26 сентября

### До XIX века
- 1492 — Ефрем Перекомский (р. 1412), православный святой, основатель Перекомского монастыря под Новгородом.
- 1588 — Эмиас Паулет (р. около 1532), губернатор Острова Джерси, Хранитель Марии Стюарт.
- 1800 — Уильям Биллингс[англ.] (р. 1746), американский композитор.

### XIX век
- 1820 — Дэниэл Бун (р. 1734), американский охотник-первопроходец.
- 1826 — убит Александр Гордон Ленг (р. 1793), шотландский путешественник, исследователь Африки, первый европеец, достигший Тимбукту.
- 1839 — Георг Готлиб Аммон (р. 1780), немецкий конезаводчик и ипполог.
- 1866 — Карл Юнас Луве Альмквист (р. 1793), шведский писатель.
- 1868 — Август Фердинанд Мёбиус (р. 1790), немецкий математик и астроном.

### XX век
- 1902 — Ливай Страусс (р. 1829) американский промышленник, основатель компании Levi Strauss & Co.
- 1904 — Лафкадио Херн (р. 1850), американский писатель.
- 1932 — Пьер Дегейтер (р. 1848), бельгийский музыкант, автор музыки «Интернационала».
- 1935 — Пётр Козлов (р. 1863), русский путешественник, исследователь Центральной Азии.
- 1937 — Бесси Смит (р. 1894), американская певица, «императрица блюза».
- 1940 — Михаил Кошкин (р. 1898), советский инженер-конструктор, создатель танка Т-34.
- 1945
  - Бела Барток (р. 1881), венгерский композитор, пианист и музыковед-фольклорист.
  - Александр Ханжонков (р. 1877), русский кинопромышленник.
- 1952
  - Джордж Дакер (р. 1871), канадский футболист, Олимпийский чемпион (1904).
  - Валентин Макаров (р. 1908), советский композитор и пианист.
  - Джордж Сантаяна (р. 1863), американский философ и писатель испанского происхождения.
- 1953 — Сюй Бэй-хун (р. 1895), китайский живописец и график.
- 1972 — убит Бернардо Альварадо Монсон (р. 1925), генеральный секретарь ЦК Гватемальской партии труда.
- 1973 — Анна Маньяни (р. 1908), первая итальянская актриса, удостоенная премии «Оскар».
- 1976 — Леопольд Ружичка (р. 1887), швейцарский физик и радиохимик, лауреат Нобелевской премии (1939).
- 1978 — Ян Парандовский (р. 1895), польский писатель, историк культуры, профессор.
- 1979 — Александра Толстая (р. 1884), дочь Л. Н. Толстого, мемуаристка, основательница музея в Ясной Поляне.
- 1982 — Сергей Вернов (р. 1910), советский физик, академик АН СССР, лауреат Ленинской и Государственной премии.
- 1990 — Альберто Моравиа (р. 1907), итальянский писатель и журналист.
- 1991 — Георгий Марков (р. 1911), актёр театра и кино, заслуженный артист РСФСР.
- 1993 — Нина Берберова (р. 1901), русская писательница, автор воспоминаний.
- 1994 — Эвалдс Валтерс (р. 1894), латышский советский актёр театра и кино.
- 1996 — Джефри Уилкинсон (р. 1921), английский химик, лауреат Нобелевской премии (1973).
- 1998 — Бетти Картер (р. 1929), американская джазовая певица.
- 2000 — Ольга Высоцкая (р. 1906), диктор Всесоюзного радио, народная артистка СССР.

### XXI век
- 2003 — Роберт Палмер (р. 1949), британский певец, гитарист, автор песен.
- 2007 — Нинель Ткаченко (р. 1928), украинская, белорусская и российская оперная певица (сопрано), режиссёр-постановщик, народная артистка СССР.
- 2008 — Пол Ньюман (р. 1925), американский актёр и режиссёр, автогонщик.
- 2010 — Глория Стюарт (р. 1910), американская актриса театра, кино и телевидения.
- 2011 — Константинас Богданас (р. 1926), советский и литовский скульптор, график, искусствовед.
- 2013 — Сос Саркисян (р. 1929), актёр театра и кино, мастер художественного слова, народный артист СССР.
- 2017 — Людмила Белоусова (р. 1935), советская фигуристка, двукратная олимпийская чемпионка (1964, 1968).
- 2019 — Жак Ширак (р. 1932), президент Франции (1995—2007).

## Приметы
- Корнилов день.
- Считали, что с этого дня прекращается всякий рост растений: «С Корнилия корень в земле не растёт, а зябнет». «Корнильев день на дворе, всяк корешок в своей норе».
- Приступают к уборке всяких кореньев и корнеплодов. «Воздвижения жди, так репу рви».
- Дождь к земле припадает — землю целить начинает[11].
- Корнилий святой — из земли корневище долой.